# Иаков (Костючук)
Архиепи́скоп Иа́ков (пол. Arcybiskup Jakub, в миру Я́куб Костючу́к, пол. Jakub Kostiuczuk; 22 октября 1966, Нарев, Польша) — архиерей Польской православной церкви, архиепископ Белостокский и Гданьский.

## Биография
Окончил электротехнический техникум в Белостоке, где позже работал электриком.
В 1987 году поступил в Супрасльский Благовещенский монастырь, где 19 августа 1987 года епископом Саввой был рукоположён в сан диакона.
С 1987 года учился в Московской духовной академии.
10 августа 1989 году рукоположён в сан иерея.
В 1992 году закончил Московскую духовную академию со степенью магистра богословия. 17 декабря 1993 году архиепископом Саввой в Супрасльском Благовещенском монастыре был пострижен в монашество с наречением имени Иаков в честь св. апостола Иакова, брата Господня по плоти.
С 1995 года работал ассистентом в Варшавской христианской богословской академии на кафедре догматического и нравственного богословия. В 1992 году стал духовником Братства православной молодёжи. В 1994 году возведён в сан игумена.
11 мая 1998 году рукоположён в сан епископа Супрасльского. 30 марта 1999 года определением Архиерейского Собора и декретом митрополита Саввы назначен епископом Белостокским и Гданьским. 22 мая 1999 года в Белостокском кафедральном соборе св. Николая состоялась интронизация владыки Иакова на Белостокско-Гданьскую кафедру.
22 ноября 2005 года представлял Польскую православную церковь на интронизации Патриарха Иерусалимского Феофила III
16 июня 2008 года возведен в сан архиепископа.